# Uromastyx ornata
Uromastyx ornata là một loài thằn lằn trong họ Agamidae. Loài này được Heyden mô tả khoa học đầu tiên năm 1827.

## Hình ảnh

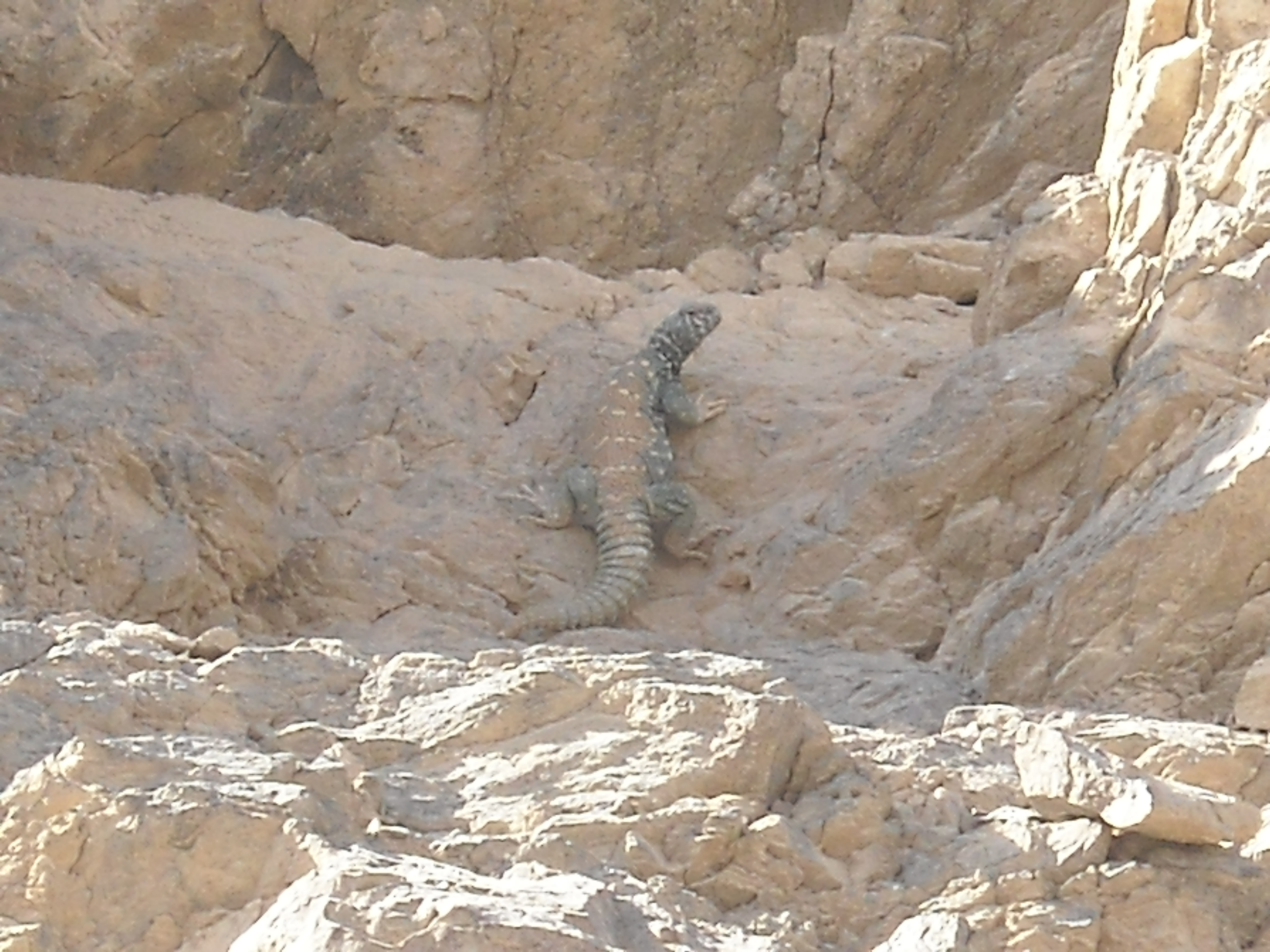
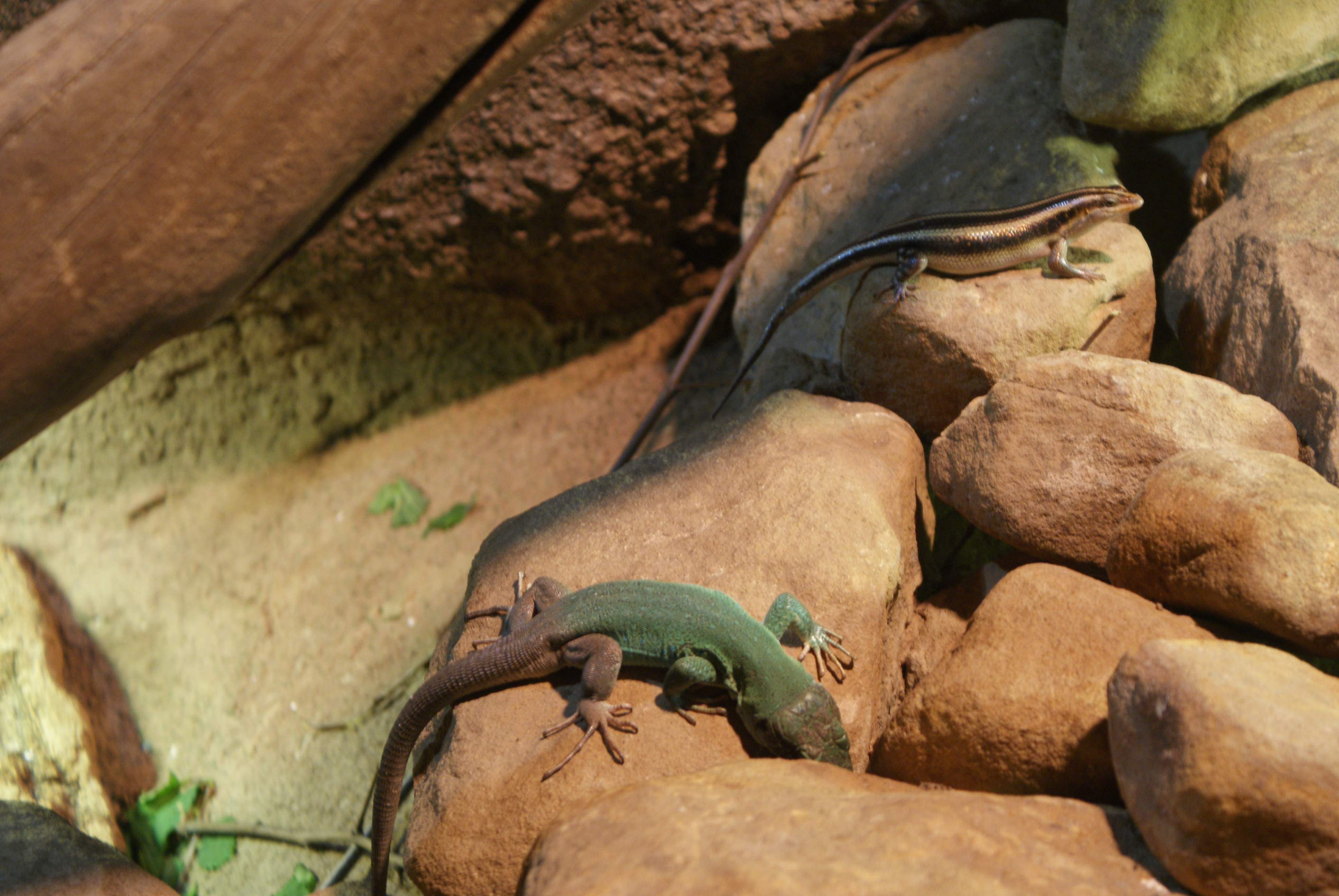
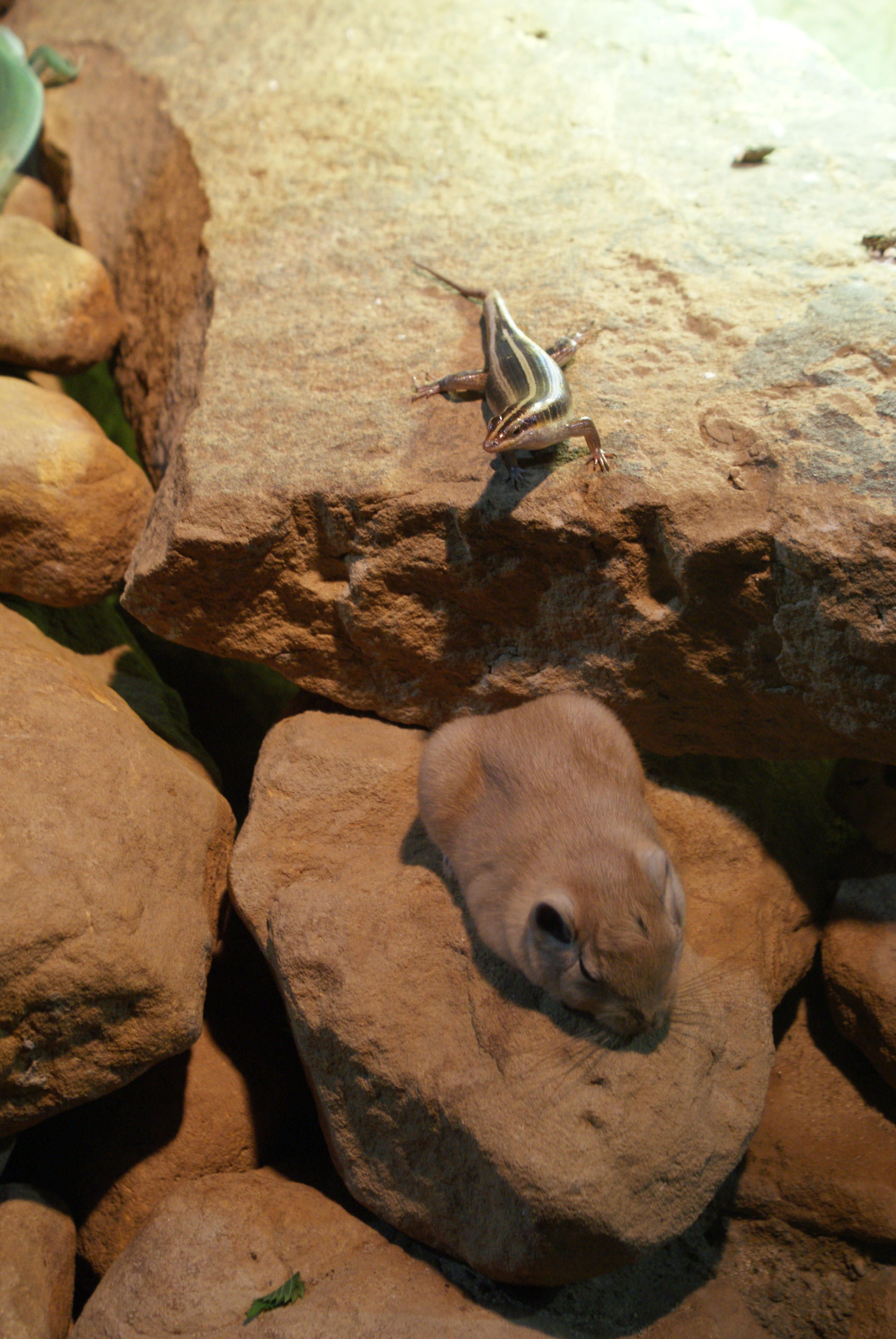
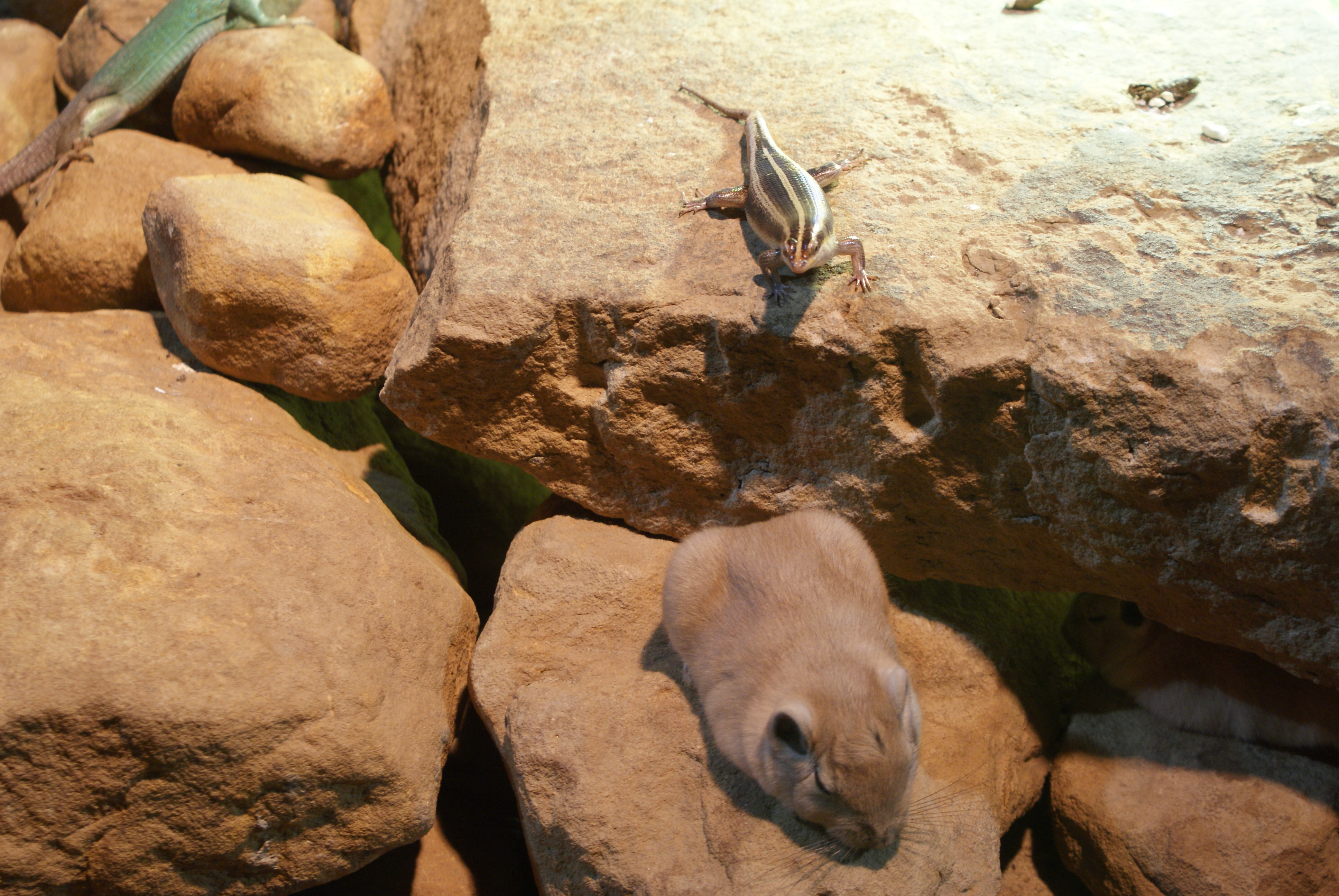